# Kailás
Kailás, též Kailáš či Gang Rinpočhe (tibetsky, གངས་རིན་པོ་ཆེ (Wylie Gangs Rin-po-che), čínsky 岡仁波齊峰  (pchin-jin Gāngrénbōqí Fēng), hindsky कैलाश पर्वत, Kailāś Parvat) je nejposvátnější tibetská hora. Nachází se v západním Tibetu (prefektura Ngari) 960 km západně od Lhasy a 100 km severně od města Purang, v pohoří Transhimálaj. Má podobu téměř pravidelné pyramidy, ve vrcholových partiích je pokrytá ledovcem a věčným sněhem. Ve vzdálenosti 30 kilometrů jižně od Kailásu se nachází dvojice posvátných jezer Mánasaróvar a Rákšastál.

## Název
V sanskrtu se hora jmenuje Kailása (कैलास, kailāsa), což se hindsky vyslovuje Kailás. V tibetštině se hora nazývá Gang Rinpočhe, což znamená „ledový klenot“ či „drahocenný sníh“.

## Orografie
Hora Kailás (6638 m) je nejvyšším vrcholem hřebenu Gangkar Tise (Gang Rinpočhe) patřící do velehorského masívu Transhimálaj. Na západě hřeben začíná u jezera Pangong štítem Sadžum (6101 m) a táhne se od severozápadu k jihovýchodu až po 84° východní délky, šířka hřebenu je 35 až 40 km. Téměř pravidelná skalnatá pyramida posvátné hory Kailás s vrcholem pokrytým věčným sněhem a ledovcem převyšuje okolní rozlehlé pláně o více než 2000 m. Geologické složení masívu Kailás tvoří vodorovné vrstvy hrubozrnných a různobarevných slepenců a pískovců. Na severní straně masívu je téměř dvoukilometrová stěna. Charakteristické jsou četné plošiny a bizarní věže. V blízkosti hory Kailás pramení čtyři asijské veletoky zásobující velkou část Asie vodou – Karnali (přítok Gangy), Indus, Satladž, Brahmaputra. V oblasti, která byla po staletí řídce obydlená, volně žijí vzácná zvířata jako jsou kjang, čiru, goa apod.

## Náboženský význam

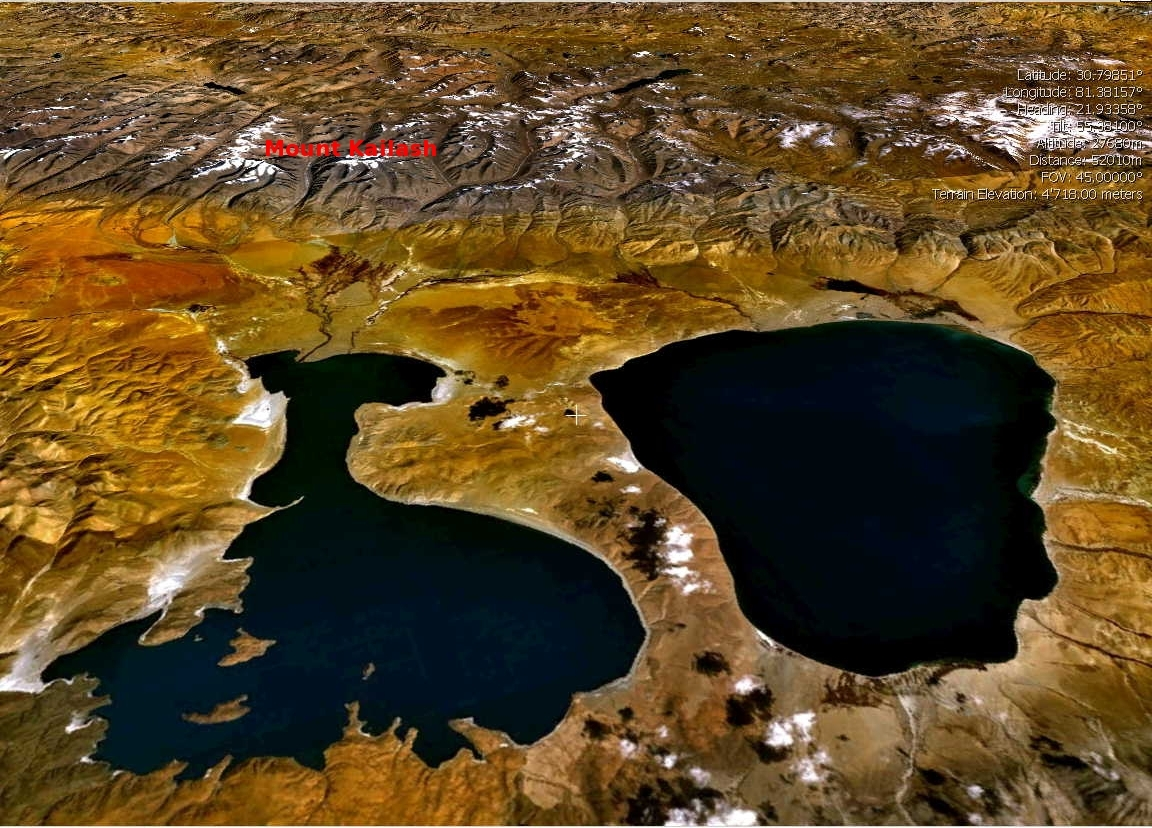
Satelitní snímek Kailásu (označen červeně), v popředí jezero Mánasaróvar (vpravo) a jezero Rákšastál (vlevo)

Hora Kailás je posvátná pro čtyři asijská náboženství: bönismus, buddhismus, hinduismus a džinismus. Je také považována za velkou přírodní mandalu. Nejstaršími uctívači hory byli patrně bönisté, kteří dodnes chápou a zobrazují Kailás jako devítistupňovou svastikovou horu, mystickou duši vnitřního světa. Pro hinduisty a buddhisty je Kailás vnímán jako mužský prvek, falus z kamene a ledu. Tvoří tak celek s blízkým posvátným jezerem Mánasaróvar, které reprezentuje bezedný a tajemný ženský prvek. Pro věřící obou náboženství je Kailás navíc mytickým středem světa a osou vesmíru. Hinduisté totiž Kailás někdy ztotožňují s mytickou horou Méru. Na vrcholu Kailáse je nebeský trůn Šivy, který zde přebývá se svojí manželkou Párvatí. Pro džinisty je Kailás posvátnou horou Aštapada, kde první tírthankara Adinátha dosáhl duchovního osvobození, často ji zobrazují na svých kosmogramech. Na úpatí hory meditoval tibetský buddhistický světec Milaräpa a podle legendy zde svedl vítězný boj s bönistickým mágem Naro Bončhugem.

### Poutnický okruh
Pro buddhisty otevřel poutní cestu kolem Kailásu ve 13. století kagjüpovský láma Göcchangpa jako zdroj udržování duchovního spojení s tradicí a obnovování duchovní síly. Poutníci obcházejí Kailás po 56 kilometrů dlouhém okruhu (khora pro Tibeťany, parikráma pro Hindy) – buddhisté a hinduisté ve směru hodinových ručiček, bönisté proti směru. Okruh začíná a končí v městečku Darčhen na úpatí Kailásu. Na trase jsou tři buddhistické kláštery – Čhöku, Dira Phug a Zuthul Phug. Z pohřebiště Vadžrajóginí se stoupá do nejvyššího bodu okruhu – 5670 metrů vysokého průsmyku Dolma la. Ve stoupání poutníci zanechávají části oděvu, pramínky vlasů či jiné osobní věci. Někteří poutníci okruh odměřují délkou svého vlastního těla – sepnou ruce k čelu, krku a srdci, kleknou si, pokloní se, položí celé tělo na zem, ruce sepnou za hlavou, udělají značku v prachu, zvednou se, pokročí na označené místo a vše se opakuje. Na sobě mají koženou zástěru, na rukou a kolenou chrániče z tvrdé kůže nebo dřevěné destičky.

## Horolezectví, turistika
První zprávy o existenci mytické hory Kailás pronikly do Evropy až v 17. století. Podrobnější informace pak podal Sven Hedin, který v roce 1906 absolvoval trasu buddhistického poutního okruhu kolem hory.
Na vrcholu Kailásu nikdy nestanula žádná horolezecká výprava. Po čínské anexi byla oblast až do roku 1985, stejně jako celý Tibet, pro cizince zcela nepřístupná. V roce 1980 dokonce čínské úřady sdělily italskému horolezci Reinholdu Messnerovi, že žádná hora Kailás neexistuje. V roce 1987 Messner od čínských úřadů povolení k výstupu na Kailás dostal, ale z úcty k Tibeťanům a jejich víře absolvoval pouze pouť kolem hory. A tak Kailás zůstává dosud nezlezený a v očích věřících neposkvrněný.
Čínské úřady v rámci tzv. „Programu rozvoje západní Číny“ z roku 1999 podporují rozvoj turistického ruchu v západním Tibetu, včetně oblasti Kailásu. U klášterů ležících na posvátném okruhu se budují ubytovny pro turisty. Méně zdatné turisty převážejí přes sedlo Dolma-la na hřbetech jaků. V roce 2003 byl dokonce vypracován stavební projekt silnice pro džípy vedoucí po trase poutního okruhu, s cílem nalákat do oblasti turisty. Po protestech mezinárodních organizací se plánovaná komerční výstavba prozatím neuskutečnila.